# Sulcoperculina
Sulcoperculina es un género de foraminífero bentónico de la subfamilia Lepidorbitoidinae, de la familia Lepidorbitoididae, de la superfamilia Orbitoidoidea, del suborden Rotaliina y del orden Rotaliida. Su especie tipo es Camerina? dickersoni. Su rango cronoestratigráfico abarca desde el Campaniense hasta el Maastrichtiense (Cretácico superior).

## Clasificación
Sulcoperculina incluye a las siguientes especies:
- Sulcoperculina angulata †
- Sulcoperculina cosdeni †
- Sulcoperculina cubensis †
- Sulcoperculina diazi †
- Sulcoperculina dickersoni †
- Sulcoperculina globosa †
- Sulcoperculina inaequalis †
- Sulcoperculina kugleri †
- Sulcoperculina vermunti †

Otra especie considerada en Sulcoperculina es:
- Sulcoperculina minima †, de posición genérica incierta